# Aleksandr III của Nga
Aleksandr III Aleksandrovich (sinh ngày 10 tháng 3 [lịch cũ 26 tháng 2] năm 1845 – mất ngày 1 tháng 11 [lịch cũ 20 tháng 10] năm 1894) (tiếng Nga: Александр III Александрович, Aleksandr III Aleksandrovich) là vị Hoàng đế, hay Sa hoàng áp chót của đế quốc Nga từ ngày 13 tháng 3 năm 1881 tới khi qua đời năm 1894. Ông là một thành viên của nhà Romanov, cũng làm Đại vương công xứ Phần Lan và Vua Ba Lan. Khác với cha mình là Aleksandr Đệ nhị - một người theo xu hướng tự do, Aleksandr Đệ tam được sử sách ghi nhận là một Nga hoàng có tư tưởng bảo thủ và chuyên chế.
Sau khi Aleksandr Đệ nhị bị ám sát, vị vua mới lập tức xóa bỏ những dự định của vua cha nhằm thành lập Hội đồng Đại biểu và tuyên bố ông sẽ không hạn chế quyền hành chuyên chính của chế độ Nga hoàng.
Nga hoàng Aleksandr Đệ tam đã thực hiện chính sách trấn áp những người mong muốn cải cách chính trị và người Do Thái, cũng là những người không phải là thành viên của Giáo hội Chính Thống giáo Đông phương. Ông cũng thực hiện chính sách Nga hóa các cộng đồng dân tộc thiểu số, chẳng hạn như bắt những người Đức, Ba Lan và Phần Lan sống trong đế quốc Nga phải học tiếng Nga. Dưới triều ông, đế quốc Nga có nền kinh tế phát triển và không vướng vào một cuộc chiến tranh nào.

## Thời trẻ
Hoàng tử Aleksandr Aleksandrovich sinh năm 1845 ở thủ đô Sankt-Peterburg, là con trai thứ của Nga hoàng Aleksandr II và Marie xứ Hessen và Rhein - tức Mariya Aleksandrovna.
Về tính khí, ông có ít điểm giống với vua cha Aleksandr II - một người đa cảm và có khuynh hướng tự do, và còn ít giống người ông bác Aleksandr I hơn. Aleksandr I là một Nga hoàng tao nhã, thông thái, đa cảm, hào hiệp, mà gian xảo, có biệt hiệu là "Quý ông số một của châu Âu".
Dù là một nhà bảo trợ múa ba lê và một nhạc sĩ nghiệp dư nhiệt tình, ông được xem là người thiếu sự tinh tế và tao nhã. Thật vậy, ông hứng thú hơn với ý tưởng tạo một vẻ bề ngoài thô kệch như đại đa số thần dân của ông.
Ông thẳng thắn, vội vã; đôi khi, ông có vẻ thô lỗ; phong cách thể hiện mình một cách tự nhiên cũng phù hợp với vẻ ngoài vụng về, thô kệch của ông, nét mặt bất động và cách di chuyển chậm chạp. Nền giáo dục của ông không là một cách để làm dịu đi những tính cách khác thường nói trên.
Theo sử sách, ông có sức khỏe rất tốt, đôi khi được so sánh với vua Pyotr Đại đế, dù cái nhọt lớn bên trái mũi mình đã khiến ông thường bị người đương thời chế nhạo, vì thế ông thường xuyên ngồi để chụp hay vẽ hình và cố làm nổi bật phần bên phải của khuôn mặt mình.

## Giáo dục

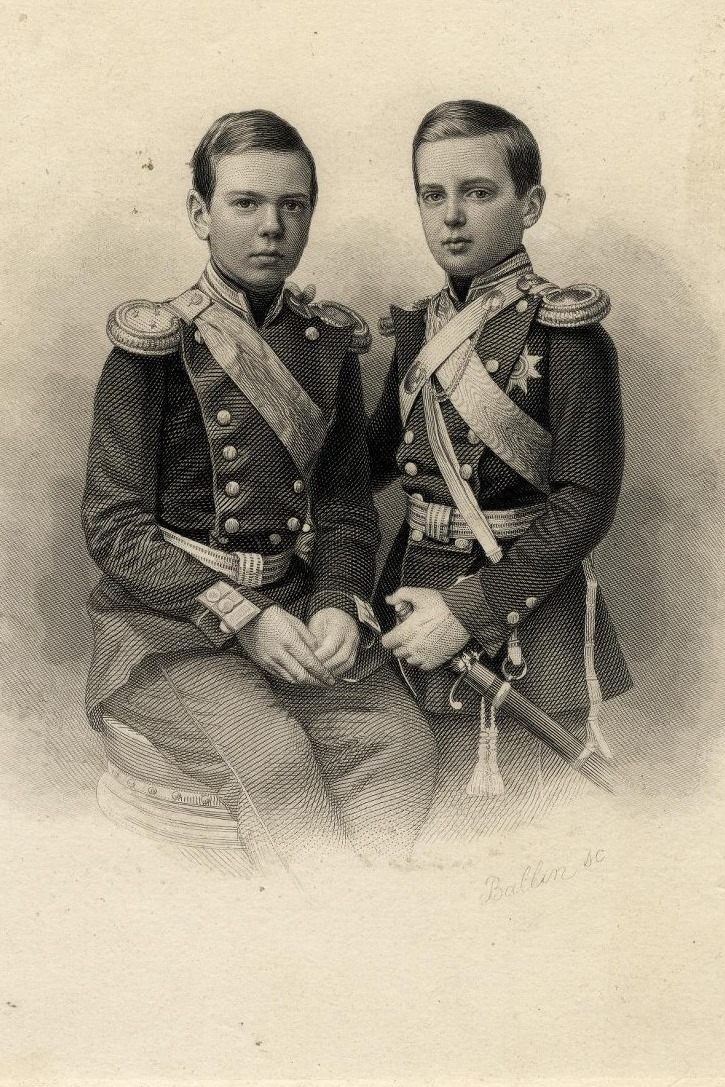
Hoàng tử Aleksandr (trái), với anh trai Nikolai.

Trong hai mươi năm đầu đời, Aleksandr có ít cơ may để kế thừa ngôi báu, vì ông có một người anh, Đại vương công Nikolai Aleksandrovich, người dường như có tính khí mạnh mẽ.
Ngay cả trong lần đầu tiên Nikolai nhận thấy những triệu chứng của trái tim mỏng manh, thông tin rằng Đại vương công có thể chết yểu không được nhận một cách nghiêm trọng; Nikolai đã được hứa hôn với Dagmar của Đan Mạch.
Trong hoàn cảnh đó, mối lo ngại lớn nhất được dành hết cho việc giáo dục Nikolai như một Hoàng thái tử, trong khi Aleksandr nhận được mỗi nền giáo dục đại khái và không tương xứng với một Đại vương công thông thường trong thời kỳ đó. Ông không được dạy nhiều về những kiến thức ít quan trọng, và chỉ được dạy cho quen thực hành trong các môn Tiếng Pháp, Anh và Đức và một số lượng nhất định trong việc thực tập quân sự.

## Vươn tới quyền lực
Đại vương công Nikolai đột ngột qua đời năm 1865, nên Aleksandr trở thành Hoàng thái tử. Lúc đó, ông bắt đầu được Konstantin Pobedonostsev dạy học những yếu tố cơ bản của luật pháp và sự cai trị. Pobedonostsev đã khơi dậy trong người học trò của ông rất ít cảm tình dành cho các môn trừu tượng hay nỗ lực trí tuệ dài hạn, nhưng Pobedonostsev đã mang ảnh hưởng vào đặc tính của triều vua Aleksandr bằng việc ghi sâu vào tâm trí người thanh niên này rằng niềm tin nhiệt tình vào Chính Thống giáo Nga là một yếu tố thiết yếu của chủ nghĩa yêu nước Nga và rằng điều này cần được những vị Nga hoàng biết lẽ phải đặc biệt tu dưỡng. Pobedonostsev cũng dạy các học trò Hoàng gia của mình sự e ngại tự do ngôn luận và báo chí và ghét bỏ dân chủ, hiến pháp cũng như hệ thống nghị viện.
Lúc lâm chung, anh Aleksandr là Nikolai được xem là đã trăng trối rằng Vương nữ Đan Mạch Dagmar, người đã được hứa hôn với Nikolai, sẽ cưới người kế vị Nikolai. Lời trăng trối này đã nhanh chống trở thành hiện thực, vào ngày 9 tháng 11 [lịch cũ 28 tháng 10] năm 1866 ở Nhà nguyện Hoàng gia của Cung điện Mùa Đông tại Sankt-Peterburg, Aleksandr cưới Dagmar của Đan Mạch. Hai người sống với nhau hạnh phúc cho đến khi Aleksandr qua đời. Khác với cha mẹ mình, ông sống chung thủy với vợ, chứ không ngoại tình. Trong thời gian làm Thái tử (1865 - 1881), dù không tích cực tham gia vào những vấn đề công cộng, nhưng ông đã ông đã chứng tỏ rằng ông có những ý tưởng của riêng mình - những tư tưởng không trùng khớp với các nguyên tắc của triều đình Aleksandr II. Ông công khai chỉ trích cải cách về cơ cấu chính trị Nga của Aleksandr II.

## Đối ngoại
Hoàng tử Aleksandr phản đối ảnh hưởng thái quá từ nước ngoài, đặc biệt là từ Đức. Vì vậy người ta đã đưa các nguyên tắc dân tộc thuần khiết vào tất cả mọi hoạt động chính thức, nhằm hiện thực lý tưởng của ông về một nước Nga thuần nhất—thuần nhất về ngôn ngữ, về chính quyền và về tín ngưỡng. Với những ý tưởng và khát vọng này, ông khó mà duy trì một sự hòa hợp nồng ấm với vua cha Aleksandr II một cách lâu dài. Dù với những khả năng của mình, Alesxandr II người có lòng yêu nước không nhỏ, nhưng văn hóa Đức giành được sự thiện cảm lớn từ Aleksandr II. Nga hoàng Aleksandr II thường nói tiếng Đức trong những cuộc giao tiếp riêng tư, thỉnh thoảng Aleksandr II còn nhạo báng những "tính kỳ cục" và "thói phóng đại" của những người có tư tưởng thân Sla-vơ. Về đối ngoại, Aleksandr II thực hiện chính sách liên minh với vương quốc Phổ.

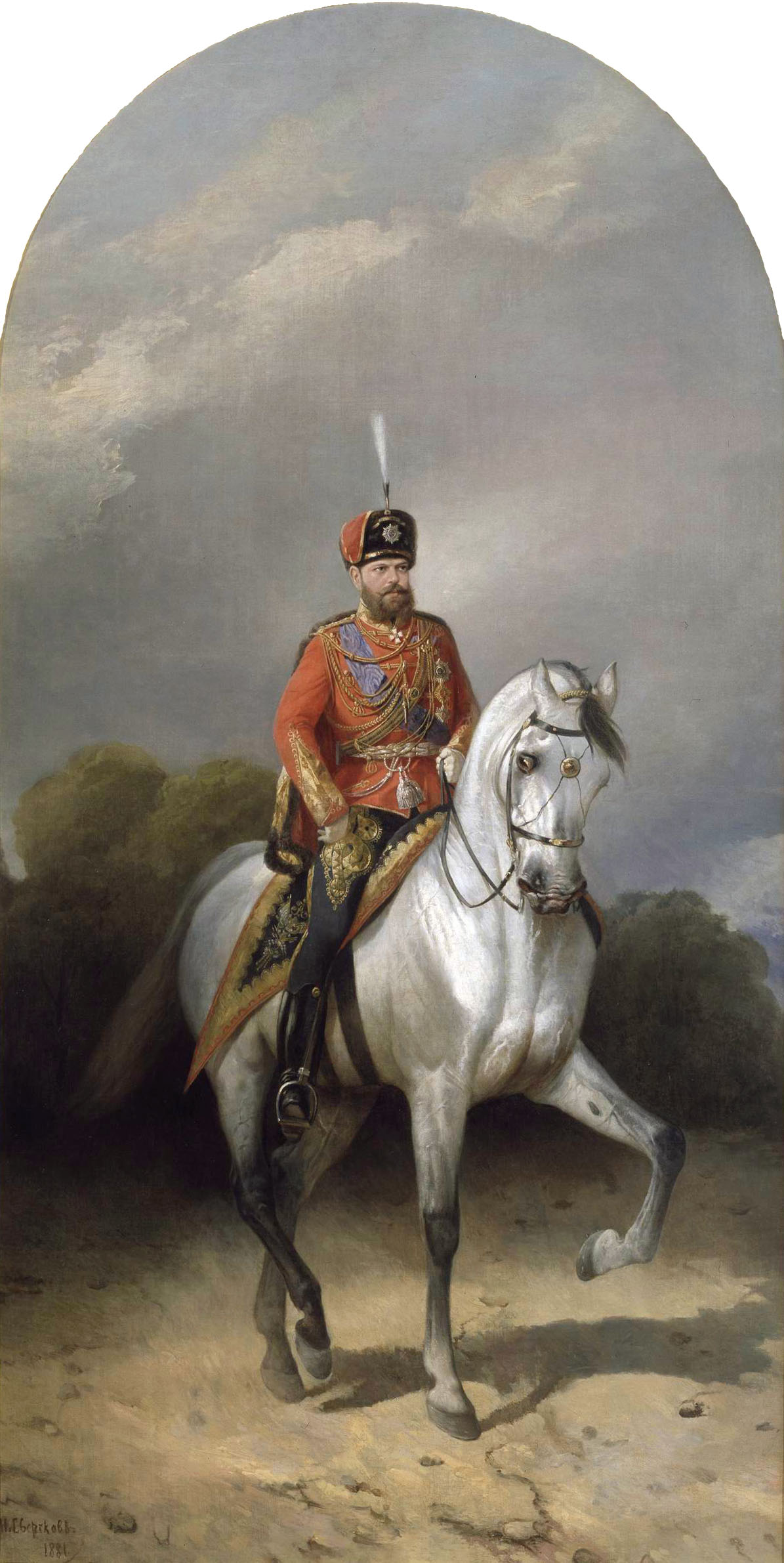
Nga hoàng Aleksandr III qua nét vẽ của Nikolai Yegorovich Sverchkov (1817 - 1898).

Trong chiến tranh Pháp-Phổ (1870 - 1871), sự đối lập giữa Aleksandr II và con trai lần đầu được tỏ ra công khai. Trong cuộc chiến tranh này, Nga hoàng Aleksandr II ủng hộ chính quyền Berlin trong khi thái tử Aleksandr ủng hộ người Pháp. Bước sang những năm 1875–1879, Nga tuyên chiến với đế quốc Ottoman, hai cha con lại đối lập với nhau khi vấn đề phương Đông - vốn là một vấn đề đã xảy ra từ lâu và thường gián đoạn - gây cho mọi tầng lớp trong xã hội Nga sự náo động rất lớn. Ban đầu Thái tử thân Sla-vơ hơn triều đình Aleksandr II, nhưng bản tính lạnh lùng của Aleksandr đã giúp ông loại bỏ những lời phóng đại từ những người khác, mọi lời đồn đoán của dân chúng, mà ông có lẽ đã gặp phải đều sớm bị xua tan bởi những gì ông thấy ở Bulgaria, nơi ông chỉ huy cánh trái của quân đội viễn chinh.
Không hề quan tâm đến những vấn đề chính trị, ông hạn chế những trách nhiệm về quân sự của mình và hoàn tất những trách nhiệm này với thái độ tận tâm và khiêm tốn. Sau nhiều sai lầm và thất vọng, quân đội tiến về thủ đô Constantinopolis của đế quốc Ottoman, và Hiệp ước San Stefano được ký kết. Bismarck đã không thực hiện được cái mà Nga hoàng tự tin trông mong từ vị Thủ tướng Đế chế Đức.
Để đáp trả lại sự giúp đỡ của đế quốc Nga, người ta nghĩ rằng Bismarck sẽ giúp Nga giải quyết vấn đề phía Đông theo đúng lợi ích của họ. Tuy nhiên, Thủ tướng Đức đã khiến cho triều đình Sankt-Peterburg bất ngờ và căm phẫn. Sau khi Nga thắng Ottoman năm 1878, Otto von Bismarck hỗ trợ việc đàm phán dẫn tới Hội nghị Berlin. Kết quả là Hiệp ước Berlin 1878, điều chỉnh lại Hiệp ước San Stefano trước đó, đã được ký kết, giảm bớt diện tích của quốc gia mới giành độc lập là Bulgaria, một nước thân Nga thời bấy giờ. Cũng như những nhà lãnh đạo châu Âu khác, Bismarck không muốn Nga mở rộng ảnh hưởng và cố gắng bảo vệ đế quốc Ottoman. Không những thế, ít lâu sau đó Bismarck thành lập liên minh với đế quốc Áo-Hung, nhằm một mục đích riêng biệt: làm vô hiệu hóa của những mưu đồ của đế quốc Nga tại Đông Âu. Vì thế, Hoàng thái tử Aleksandr có thể chỉ rõ những việc làm nói trên nhằm chứng minh quan điểm ủng hộ người Pháp trong thời kỳ Chiến tranh Pháp-Phổ, và ông rút ra một kết luận thiết thục: điều tốt nhất mà Nga cần làm là tỉnh lại nhanh nhất theo khả năng từ sự kiệt sức nhất thời của quốc gia này và chuẩn bị cho những bất ngờ trong tương lai bằng một kế hoạch cấp tiến về việc cải tổ quân đội và hải quân Nga. Để thực hiện được đúng với kết luận này, ông đề nghị thực hiện cải cách.

## Chống cải cách

### Chính sách chuyên chế

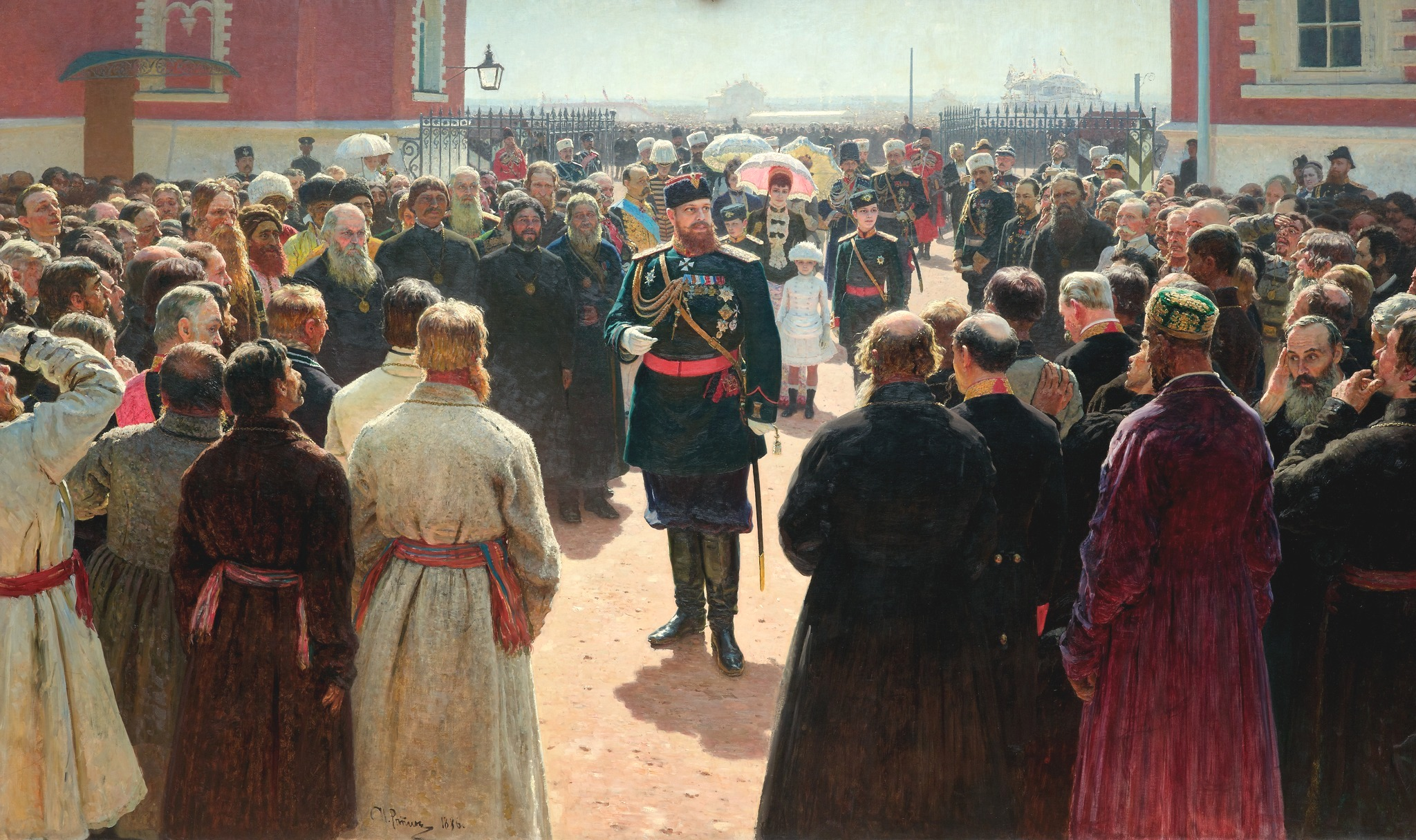
Aleksandr III tiếp đón những cụ già ở các huyện vùng quê, ở sân điện Petrovsky, Moskva. Tranh sơn dầu trên vải bạt của Ilya Yefimovich Repin.

Trong cuộc chiến tranh chống Ottoman ở Bulgaria, bằng một thử nghiệm làm ông đau khổ, Aleksandr đã phát hiện ra những rối loạn nghiêm trọng và thối nát rõ rệt trong việc thi hành quân sự, và sau khi trở về thủ đô Sankt-Peterburg ông đã phát hiện ra những thói xấu tương tự tồn tại trong Bộ Hải quân. Người ta nghĩ rằng một số người có người địa vị cao—trong số họ có hai vị Đại vương công—chịu trách nhiệm với những thói xấu này, và ông yêu cầu vua cha phải tận tâm với thần dân hơn. Tuy nhiên, những lời đề nghị của ông đã không được nhận một cách tốt đẹp. Trong khoảng 10 năm đầu trị vì, Aleksandr II có lòng nhiệt huyết lớn đối với việc cải cách, nhưng về cuối đời Aleksandr II đã khác và không lâu sau người ta mạnh mẽ yêu cầu Aleksandr II phải có trách nhiệm và thực hiện cải cách. Hậu quả là quan hệ giữa Thái tử và vua cha trở nên căng thẳng hơn. Qua việc này, Thái tử nghĩ rằng Aleksandr II sẽ không thực hiện một cải cách quan trọng nào nữa cho tới khi Aleksandr II qua đời và ông lên nối ngôi. Đến ngày 13 tháng 3 năm 1881, sự thay đổi này đã trở thành hiện thực: Nga hoàng Aleksandr II bị giết trong một vụ đánh bom của tổ chức khủng bố cánh tả có tên là "Dân ý (Narodnaya Volya). Quả bom đã diệt được cả nhà vua lẫn một trong những người tham gia vụ ám sát này là Ignatei Grinevitski. Thái tử Aleksandr lên làm Hoàng đế và Đấng cầm quyền chuyên chính của tất cả nước Nga ở độ tuổi 36. Ngày 15 tháng 5 năm 1883, ông làm lễ đăng quang tại Đại giáo đường Uspensky (Cái chết của Đức Mẹ Đồng Trinh) ở điện Kremlin (Cẩm Linh) trong thành phố Moskva.
Trong những năm cuối đời, Aleksandr II rất lo âu trước sự truyền bá chủ nghĩa vô chính phủ. Đương đầu với sự trấn áp của triều đình, nhóm người cấp tiến của tổ chức "Dân ý" ủng hộ và tiến hành khủng bố. Người nọ tiếp người kia, các quan chức nổi tiếng bị bắn hay bị đặt bom giết chết, bản thân Aleksandr II cũng từng bị những người theo chủ nghĩa vô chính phủ mưu sát vài lần. Có lúc Aleksandr II đã lưỡng lự: hoặc là củng cố quyền hành pháp, hoặc là thực hiện nhượng bộ đối với những khát vọng chính trị phổ biến của tầng lớp tri thức vào thời đó. Cuối cùng, vào đúng ngày Aleksandr II bị ám sát, Nga hoàng quyết định phê duyệt một Sắc lệnh triệu tập một số lượng ủy ban tư vấn, những ủy ban này có thể dễ dàng trở thành một hội đồng các nhà quý tộc.

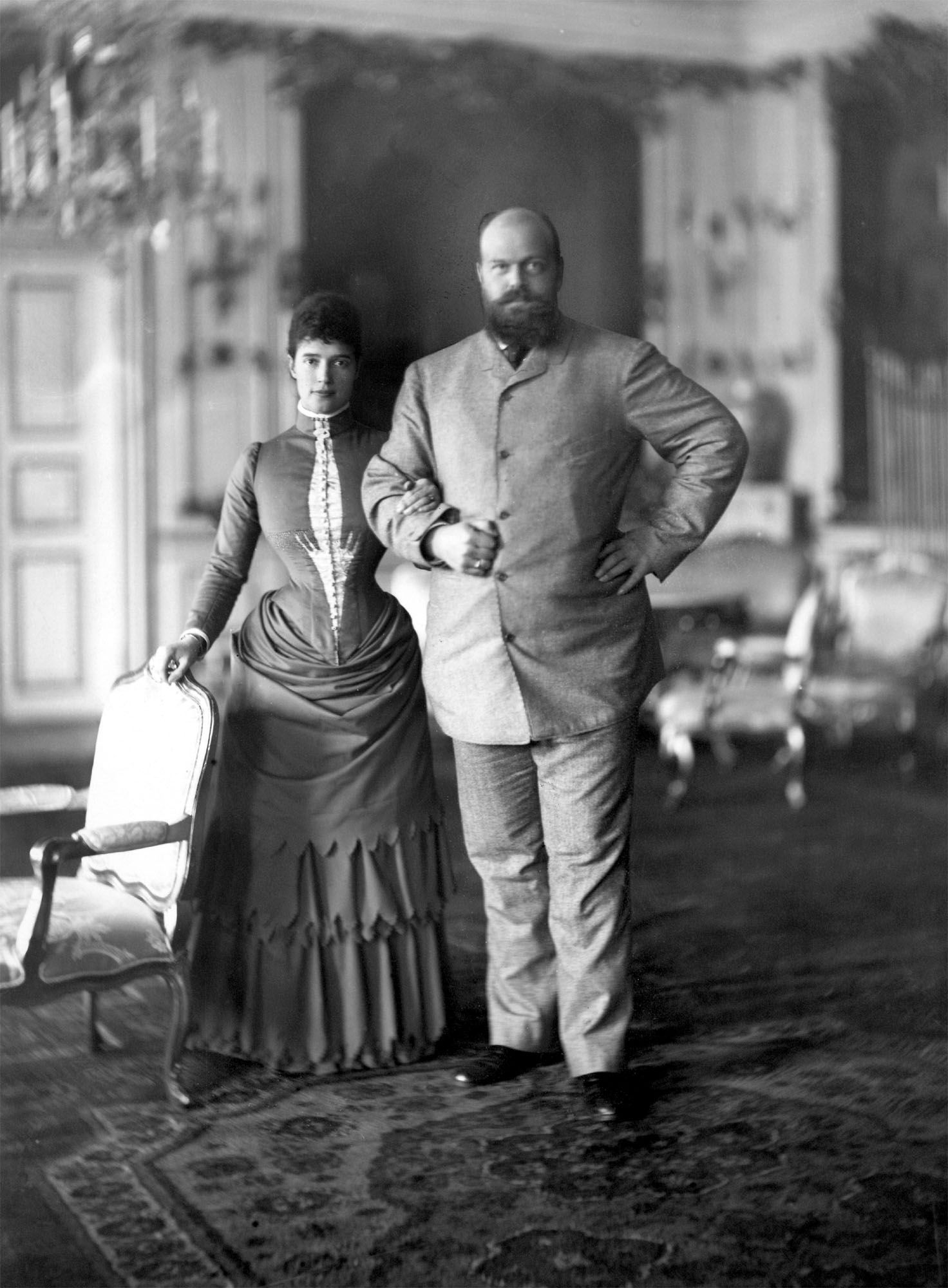
Nga hoàng Aleksandr III và Hoàng hậu Hoàng hậu Maria Fyodorovna vào ngày nghỉ ở Copenhagen năm 1893.

Được sự cố vấn của nhà chính trị đầy kinh nghiệm Konstantin Pobedonostsev, Aleksandr III quyết định thực hiện một chính sách trái ngược với vua cha. Ban đầu, ông bãi bỏ Sắc lệnh của Aleksandr trước khi nó được ban bố và trong bản Tuyên ngôn công bố sự kế ngôi của mình, ông tuyên bố rằng ông không có ý định hạn chế hay làm giảm bớt quyền hành chuyên chính mà ông được thừa hưởng từ các bậc tiên đế. Mong muốn của tổ chức "Dân ý" đã không thạch hiện thực: việc Aleksandr II bị ám sát đã không dẫn tới sự sụp đổ của chế độ Nga hoàng. Tổ chức "Dân ý" đã viết thư gửi Aleksandr III, họ bảo một khi Nga hoàng hạ lệnh ân xá cho những người có tội và mở một cuộc họp với các đại biểu trong mọi tầng lớp nhân dân nhằm bàn tán về việc cải cách, hoạt động khủng bố của họ sẽ ngừng. Tuy nhiên, Aleksandr III đã không đại ân xá mà cũng không triệu tập các đại biểu mọi tầng lớp nhân dân Nga như tổ chức "Dân ý" đã đòi hỏi, mà ông thực hiện chính sách "khủng bố trắng". Ít lâu sau đó, triều đình hạ lệnh cho bắt giữ những ủy viên thuộc Ban chấp hành của tổ chức "Dân ý". Ngày 3 tháng 4 năm 1881, xảy ra vụ treo cổ những người cầm đầu của tổ chức "Dân ý" gồm Sophia Perovskaya, Andrei Zhelyabov, Nikolai Kibalchich, Nikolai Rysakov và Timofei Mikhailov - vì thực hiện âm mưu ám sát Aleksandr II. Trong số những người mưu sát Aleksandr II còn có Nikolai Sablin đã tự tử trước khi có thể bị bắt. Dưới triều Aleksandr III, một giai đoạn của chính sách chuyên chế cùng những vụ trấn áp hung bạo bắt đầu tại đế quốc Nga.
Được khuyết khích từ vụ ám sát thành công nhằm vào vua cha Aleksandr II của ông (1881), tổ chức "Dân ý" lập mưu ám sát Nga hoàng Aleksandr III. Họ đã không thành công, và trong số những "tên phản nghịch" có Aleksandr Ilyich Ulyanov (20 tuổi) - anh trai của Vladimir Ilyich Ulyanov, người sau này lấy bí danh là V.I. Lenin. Ngày 8 tháng 5 năm 1887, Aleksandr Ilyich Ulyanov cùng các đồng chí là Pakhomy Ivanovich Adreyushkin, Vasili Generalov, Vasili Osipanov và Petr Shevyrev bị xử giảo tại Shlisselburg. Aleksandr III cũng sống sót trong thảm họa xe lửa Borki năm 1888. Có những lời đồn cho rằng, sau khi được tin con trai ông quản gia của nhà Tchaikovsky bị người nhạc sĩ này lạm dụng, chính ông là người đã hạ lệnh cho tiêu diệt Tchaikovsky. Olga Tchaikovskaya - chị dâu của nhạc sĩ Tchaikovsky - tin chắc rằng Aleksandr III đã ra lệnh cho thầy thuộc Vassily Bertenson đầu độc Tchaikovsky.

### Chính sách bài Do Thái và Nga hóa
Nga hoàng Aleksandr III thực hiện những chính sách bài Do Thái (Xê-mít), ví dụ như thu hẹp chặt chẽ nơi mà người Do Thái có thể sống tại Hàng rào của Khu định cư và đồng thời hạn chế những nghề mà người Do Thái có thể làm được. Năm 1881, một cuộc tàn sát người Do Thái xảy ra vào lúc ông mới lên ngôi. Những chính sách bài Do Thái được thực hiện dưới triều Aleksandr III và vua con Nikolai II đã khiến cho người Do Thái phải nhập cư sang Hiệp chúng quốc Hoa Kỳ kể từ năm 1880. Năm 1882, chính quyền Aleksandr II ban hành những đạo luật tháng năm, trong đó có những quy định khắc nghiệt đối với thân phận của người Do Thái. Ngoài ra, người ta đã khẳng định được vai trò của một số người Do Thái trong vụ ám sát vua cha Aleksandr II của ông.
Ngoài ra, ông từng nói:
| “               | Nga chỉ có hai đồng minh tin cậy nhất: Quân đội và Hải quân của mình. | ” |
| — Aleksandr III |                                                                       |   |

### Thành công về ngoại giao và kinh tế
Trong quan hệ với các quốc gia vùng Trung Á ông tiếp tục thực hiện chính sách của các vị tiên đế: dần dần mở rộng quyền thống trị của Nga tại đây mà không gây chiến với đế quốc Anh, và ông không bao giờ cho phép những người hiếu chiến làm những điều trái ngược với chính sách này. Mặc dù ông bị xem là một ông vua có tư tưởng phản động trong lịch sử Nga, phải công nhận là dưới quyền thống trị hà khắc và lãnh đạm của ông, đất nước có sự phát triển đáng kể. 
Dưới triều vua Aleksandr III, kinh tế Nga phát triển và quan hệ ngoại giao cũng tốt đẹp. Cầu Alexandre-III ở Pháp - biểu tượng của tình hữu nghị giữa hai nước Nga và Pháp - được dặt theo tên Aleksandr III. Mặc dù việc xây dựng đầu chỉ bắt đầu từ tháng 5 năm 1897, viên đá đầu tiên đã được đặt xuống bởi Nga hoàng Nikolai II vào tháng 10 năm 1896. Nhờ có các bộ trưởng tài ba như Bunge và Witte, kinh tế Nga phát triển đáng kể trong những năm cuối thế kỷ. Về ngoại giao, đế quốc Nga cũng không tham gia vào một cuộc chiến tranh nào. Ông thoát khỏi một số vụ mưu sát, rồi bị viêm thận và qua đời vào ngày 1 tháng 11 năm 1894 tại Cung điện Livadia và được an táng ở pháo đài Thánh Phêrô và Phaolô tại thủ đô Sankt-Peterburg. Thái tử Nikolai lên thay, tức là Nga hoàng Nikolai II.

## Tổ phụ của Aleksandr III
| \| \| \| \| \| \| \| \| \| \| \| \| \| \| \| \| \| \| \| \| 16. Pyotr III của Nga \| \| \| \| \| \| \| \| \| \| \| \| \| \| \| \| \| \| \| \| \| \| \| \| \| \| \| \| \| \| \| \| \| \| \| \| \| \| \| \| \| \| \| \| \| \| \| \| \| \| \| \| \| \| 8. Pavel I của Nga \| \| \| \| \| \| \| \| \| \| \| \| \| \| \| \| \| \| \| \| \| \| \| \| \| \| \| \| \| \| \| \| \| \| \| \| \| \| \| \| \| \| \| \| \| \| \| \| \| \| \| \| \| \| 17. Yekaterina II của Nga \| \| \| \| \| \| \| \| \| \| \| \| \| \| \| \| \| \| \| \| \| \| \| \| \| \| \| \| \| \| \| \| \| \| \| \| \| \| \| \| \| \| \| \| \| \| \| \| \| \| \| \| \| \| 4. Nikolai I của Nga \| \| \| \| \| \| \| \| \| \| \| \| \| \| \| \| \| \| \| \| \| \| \| \| \| \| \| \| \| \| \| \| \| \| \| \| \| \| \| \| \| \| \| \| \| \| \| \| \| \| \| \| \| \| 18. Friedrich Eugen xứ Württemberg \| \| \| \| \| \| \| \| \| \| \| \| \| \| \| \| \| \| \| \| \| \| \| \| \| \| \| \| \| \| \| \| \| \| \| \| \| \| \| \| \| \| \| \| \| \| \| \| \| \| \| \| \| \| 9. Sophie Dorothee xứ Württemberg \| \| \| \| \| \| \| \| \| \| \| \| \| \| \| \| \| \| \| \| \| \| \| \| \| \| \| \| \| \| \| \| \| \| \| \| \| \| \| \| \| \| \| \| \| \| \| \| \| \| \| \| \| \| 19. Friederike Dorothea xứ Brandenburg-Schwedt \| \| \| \| \| \| \| \| \| \| \| \| \| \| \| \| \| \| \| \| \| \| \| \| \| \| \| \| \| \| \| \| \| \| \| \| \| \| \| \| \| \| \| \| \| \| \| \| \| \| \| \| \| \| 2. Aleksandr II của Nga \| \| \| \| \| \| \| \| \| \| \| \| \| \| \| \| \| \| \| \| \| \| \| \| \| \| \| \| \| \| \| \| \| \| \| \| \| \| \| \| \| \| \| \| \| \| \| \| \| \| \| \| \| \| 20. Friedrich Wilhelm II của Phổ \| \| \| \| \| \| \| \| \| \| \| \| \| \| \| \| \| \| \| \| \| \| \| \| \| \| \| \| \| \| \| \| \| \| \| \| \| \| \| \| \| \| \| \| \| \| \| \| \| \| \| \| \| \| 10. Friedrich Wilhelm III của Phổ \| \| \| \| \| \| \| \| \| \| \| \| \| \| \| \| \| \| \| \| \| \| \| \| \| \| \| \| \| \| \| \| \| \| \| \| \| \| \| \| \| \| \| \| \| \| \| \| \| \| \| \| \| \| 21. Friederike Luise xứ Hesse-Darmstadt \| \| \| \| \| \| \| \| \| \| \| \| \| \| \| \| \| \| \| \| \| \| \| \| \| \| \| \| \| \| \| \| \| \| \| \| \| \| \| \| \| \| \| \| \| \| \| \| \| \| \| \| \| \| 5. Charlotte Wilhelmine của Phổ \| \| \| \| \| \| \| \| \| \| \| \| \| \| \| \| \| \| \| \| \| \| \| \| \| \| \| \| \| \| \| \| \| \| \| \| \| \| \| \| \| \| \| \| \| \| \| \| \| \| \| \| \| \| 22. Karl II xứ Mecklenburg-Strelitz \| \| \| \| \| \| \| \| \| \| \| \| \| \| \| \| \| \| \| \| \| \| \| \| \| \| \| \| \| \| \| \| \| \| \| \| \| \| \| \| \| \| \| \| \| \| \| \| \| \| \| \| \| \| 11. Luise xứ Mecklenburg-Strelitz \| \| \| \| \| \| \| \| \| \| \| \| \| \| \| \| \| \| \| \| \| \| \| \| \| \| \| \| \| \| \| \| \| \| \| \| \| \| \| \| \| \| \| \| \| \| \| \| \| \| \| \| \| \| 23. Friederike xứ Hesse-Darmstadt \| \| \| \| \| \| \| \| \| \| \| \| \| \| \| \| \| \| \| \| \| \| \| \| \| \| \| \| \| \| \| \| \| \| \| \| \| \| \| \| \| \| \| \| \| \| \| \| \| \| \| \| \| \| 1. Aleksandr III của Nga \| \| \| \| \| \| \| \| \| \| \| \| \| \| \| \| \| \| \| \| \| \| \| \| \| \| \| \| \| \| \| \| \| \| \| \| \| \| \| \| \| \| \| \| \| \| \| \| \| \| \| \| \| \| 24. Ludiwg IX xứ Hessen-Darmstadt \| \| \| \| \| \| \| \| \| \| \| \| \| \| \| \| \| \| \| \| \| \| \| \| \| \| \| \| \| \| \| \| \| \| \| \| \| \| \| \| \| \| \| \| \| \| \| \| \| \| \| \| \| \| 12. Ludwig I xứ Hessen và Rhein \| \| \| \| \| \| \| \| \| \| \| \| \| \| \| \| \| \| \| \| \| \| \| \| \| \| \| \| \| \| \| \| \| \| \| \| \| \| \| \| \| \| \| \| \| \| \| \| \| \| \| \| \| \| 25. Karoline xứ Pfalz-Zweibrücken \| \| \| \| \| \| \| \| \| \| \| \| \| \| \| \| \| \| \| \| \| \| \| \| \| \| \| \| \| \| \| \| \| \| \| \| \| \| \| \| \| \| \| \| \| \| \| \| \| \| \| \| \| \| 6. Ludwig II xứ Hessen và Rhein \| \| \| \| \| \| \| \| \| \| \| \| \| \| \| \| \| \| \| \| \| \| \| \| \| \| \| \| \| \| \| \| \| \| \| \| \| \| \| \| \| \| \| \| \| \| \| \| \| \| \| \| \| \| 26. Lãnh chúa George William xứ Hesse-Darmstadt \| \| \| \| \| \| \| \| \| \| \| \| \| \| \| \| \| \| \| \| \| \| \| \| \| \| \| \| \| \| \| \| \| \| \| \| \| \| \| \| \| \| \| \| \| \| \| \| \| \| \| \| \| \| 13. Nữ Lãnh chúa Louise xứ Hesse-Darmstadt \| \| \| \| \| \| \| \| \| \| \| \| \| \| \| \| \| \| \| \| \| \| \| \| \| \| \| \| \| \| \| \| \| \| \| \| \| \| \| \| \| \| \| \| \| \| \| \| \| \| \| \| \| \| 27. Công nương Louise xứ Leiningen-Heidesheim \| \| \| \| \| \| \| \| \| \| \| \| \| \| \| \| \| \| \| \| \| \| \| \| \| \| \| \| \| \| \| \| \| \| \| \| \| \| \| \| \| \| \| \| \| \| \| \| \| \| \| \| \| \| 3. Marie xứ Hessen và Rhein \| \| \| \| \| \| \| \| \| \| \| \| \| \| \| \| \| \| \| \| \| \| \| \| \| \| \| \| \| \| \| \| \| \| \| \| \| \| \| \| \| \| \| \| \| \| \| \| \| \| \| \| \| \| 28. Charles Frederick, Đại vương công xứ Baden \| \| \| \| \| \| \| \| \| \| \| \| \| \| \| \| \| \| \| \| \| \| \| \| \| \| \| \| \| \| \| \| \| \| \| \| \| \| \| \| \| \| \| \| \| \| \| \| \| \| \| \| \| \| 14. Charles Louis, Vương công xứ Baden \| \| \| \| \| \| \| \| \| \| \| \| \| \| \| \| \| \| \| \| \| \| \| \| \| \| \| \| \| \| \| \| \| \| \| \| \| \| \| \| \| \| \| \| \| \| \| \| \| \| \| \| \| \| 29. Nữ Lãnh chúa Caroline Louise xứ Hesse-Darmstadt \| \| \| \| \| \| \| \| \| \| \| \| \| \| \| \| \| \| \| \| \| \| \| \| \| \| \| \| \| \| \| \| \| \| \| \| \| \| \| \| \| \| \| \| \| \| \| \| \| \| \| \| \| \| 7. Wilhelmine xứ Baden \| \| \| \| \| \| \| \| \| \| \| \| \| \| \| \| \| \| \| \| \| \| \| \| \| \| \| \| \| \| \| \| \| \| \| \| \| \| \| \| \| \| \| \| \| \| \| \| \| \| \| \| \| \| 30. Ludiwg IX xứ Hessen-Darmstadt (= 24) \| \| \| \| \| \| \| \| \| \| \| \| \| \| \| \| \| \| \| \| \| \| \| \| \| \| \| \| \| \| \| \| \| \| \| \| \| \| \| \| \| \| \| \| \| \| \| \| \| \| \| \| \| \| 15. Nữ Lãnh chúa Amalie xứ Hesse-Darmstadt \| \| \| \| \| \| \| \| \| \| \| \| \| \| \| \| \| \| \| \| \| \| \| \| \| \| \| \| \| \| \| \| \| \| \| \| \| \| \| \| \| \| \| \| \| \| \| \| \| \| \| \| \| \| 31. Karoline xứ Pfalz-Zweibrücken (= 25) \| \| \| \| \| \| \| \| \| \| \| \| \| \| \| \| \| \| \| \| \| \| \| \| \| \| \| \| \| \| \| \| \| \| \| \| \| \| \| \| \| \| \| \| \| \| \| \| \| \| \| \| |                                                     |  |  |  |  |  |  |  |  |  |  |  |  |  |  |  |
| |                                                     |  |  |  |  |  |  |  |  |  |  |  |  |  |  |  |
| | 16. Pyotr III của Nga                               |  |  |  |  |  |  |  |  |  |  |  |  |  |  |  |
| |                                                     |  |  |  |  |  |  |  |  |  |  |  |  |  |  |  |
| |                                                     |  |  |  |  |  |  |  |  |  |  |  |  |  |  |  |
| | 8. Pavel I của Nga                                  |  |  |  |  |  |  |  |  |  |  |  |  |  |  |  |
| |                                                     |  |  |  |  |  |  |  |  |  |  |  |  |  |  |  |
| |                                                     |  |  |  |  |  |  |  |  |  |  |  |  |  |  |  |
| | 17. Yekaterina II của Nga                           |  |  |  |  |  |  |  |  |  |  |  |  |  |  |  |
| |                                                     |  |  |  |  |  |  |  |  |  |  |  |  |  |  |  |
| |                                                     |  |  |  |  |  |  |  |  |  |  |  |  |  |  |  |
| | 4. Nikolai I của Nga                                |  |  |  |  |  |  |  |  |  |  |  |  |  |  |  |
| |                                                     |  |  |  |  |  |  |  |  |  |  |  |  |  |  |  |
| |                                                     |  |  |  |  |  |  |  |  |  |  |  |  |  |  |  |
| | 18. Friedrich Eugen xứ Württemberg                  |  |  |  |  |  |  |  |  |  |  |  |  |  |  |  |
| |                                                     |  |  |  |  |  |  |  |  |  |  |  |  |  |  |  |
| |                                                     |  |  |  |  |  |  |  |  |  |  |  |  |  |  |  |
| | 9. Sophie Dorothee xứ Württemberg                   |  |  |  |  |  |  |  |  |  |  |  |  |  |  |  |
| |                                                     |  |  |  |  |  |  |  |  |  |  |  |  |  |  |  |
| |                                                     |  |  |  |  |  |  |  |  |  |  |  |  |  |  |  |
| | 19. Friederike Dorothea xứ Brandenburg-Schwedt      |  |  |  |  |  |  |  |  |  |  |  |  |  |  |  |
| |                                                     |  |  |  |  |  |  |  |  |  |  |  |  |  |  |  |
| |                                                     |  |  |  |  |  |  |  |  |  |  |  |  |  |  |  |
| | 2. Aleksandr II của Nga                             |  |  |  |  |  |  |  |  |  |  |  |  |  |  |  |
| |                                                     |  |  |  |  |  |  |  |  |  |  |  |  |  |  |  |
| |                                                     |  |  |  |  |  |  |  |  |  |  |  |  |  |  |  |
| | 20. Friedrich Wilhelm II của Phổ                    |  |  |  |  |  |  |  |  |  |  |  |  |  |  |  |
| |                                                     |  |  |  |  |  |  |  |  |  |  |  |  |  |  |  |
| |                                                     |  |  |  |  |  |  |  |  |  |  |  |  |  |  |  |
| | 10. Friedrich Wilhelm III của Phổ                   |  |  |  |  |  |  |  |  |  |  |  |  |  |  |  |
| |                                                     |  |  |  |  |  |  |  |  |  |  |  |  |  |  |  |
| |                                                     |  |  |  |  |  |  |  |  |  |  |  |  |  |  |  |
| | 21. Friederike Luise xứ Hesse-Darmstadt             |  |  |  |  |  |  |  |  |  |  |  |  |  |  |  |
| |                                                     |  |  |  |  |  |  |  |  |  |  |  |  |  |  |  |
| |                                                     |  |  |  |  |  |  |  |  |  |  |  |  |  |  |  |
| | 5. Charlotte Wilhelmine của Phổ                     |  |  |  |  |  |  |  |  |  |  |  |  |  |  |  |
| |                                                     |  |  |  |  |  |  |  |  |  |  |  |  |  |  |  |
| |                                                     |  |  |  |  |  |  |  |  |  |  |  |  |  |  |  |
| | 22. Karl II xứ Mecklenburg-Strelitz                 |  |  |  |  |  |  |  |  |  |  |  |  |  |  |  |
| |                                                     |  |  |  |  |  |  |  |  |  |  |  |  |  |  |  |
| |                                                     |  |  |  |  |  |  |  |  |  |  |  |  |  |  |  |
| | 11. Luise xứ Mecklenburg-Strelitz                   |  |  |  |  |  |  |  |  |  |  |  |  |  |  |  |
| |                                                     |  |  |  |  |  |  |  |  |  |  |  |  |  |  |  |
| |                                                     |  |  |  |  |  |  |  |  |  |  |  |  |  |  |  |
| | 23. Friederike xứ Hesse-Darmstadt                   |  |  |  |  |  |  |  |  |  |  |  |  |  |  |  |
| |                                                     |  |  |  |  |  |  |  |  |  |  |  |  |  |  |  |
| |                                                     |  |  |  |  |  |  |  |  |  |  |  |  |  |  |  |
| | 1. Aleksandr III của Nga                            |  |  |  |  |  |  |  |  |  |  |  |  |  |  |  |
| |                                                     |  |  |  |  |  |  |  |  |  |  |  |  |  |  |  |
| |                                                     |  |  |  |  |  |  |  |  |  |  |  |  |  |  |  |
| | 24. Ludiwg IX xứ Hessen-Darmstadt                   |  |  |  |  |  |  |  |  |  |  |  |  |  |  |  |
| |                                                     |  |  |  |  |  |  |  |  |  |  |  |  |  |  |  |
| |                                                     |  |  |  |  |  |  |  |  |  |  |  |  |  |  |  |
| | 12. Ludwig I xứ Hessen và Rhein                     |  |  |  |  |  |  |  |  |  |  |  |  |  |  |  |
| |                                                     |  |  |  |  |  |  |  |  |  |  |  |  |  |  |  |
| |                                                     |  |  |  |  |  |  |  |  |  |  |  |  |  |  |  |
| | 25. Karoline xứ Pfalz-Zweibrücken                   |  |  |  |  |  |  |  |  |  |  |  |  |  |  |  |
| |                                                     |  |  |  |  |  |  |  |  |  |  |  |  |  |  |  |
| |                                                     |  |  |  |  |  |  |  |  |  |  |  |  |  |  |  |
| | 6. Ludwig II xứ Hessen và Rhein                     |  |  |  |  |  |  |  |  |  |  |  |  |  |  |  |
| |                                                     |  |  |  |  |  |  |  |  |  |  |  |  |  |  |  |
| |                                                     |  |  |  |  |  |  |  |  |  |  |  |  |  |  |  |
| | 26. Lãnh chúa George William xứ Hesse-Darmstadt     |  |  |  |  |  |  |  |  |  |  |  |  |  |  |  |
| |                                                     |  |  |  |  |  |  |  |  |  |  |  |  |  |  |  |
| |                                                     |  |  |  |  |  |  |  |  |  |  |  |  |  |  |  |
| | 13. Nữ Lãnh chúa Louise xứ Hesse-Darmstadt          |  |  |  |  |  |  |  |  |  |  |  |  |  |  |  |
| |                                                     |  |  |  |  |  |  |  |  |  |  |  |  |  |  |  |
| |                                                     |  |  |  |  |  |  |  |  |  |  |  |  |  |  |  |
| | 27. Công nương Louise xứ Leiningen-Heidesheim       |  |  |  |  |  |  |  |  |  |  |  |  |  |  |  |
| |                                                     |  |  |  |  |  |  |  |  |  |  |  |  |  |  |  |
| |                                                     |  |  |  |  |  |  |  |  |  |  |  |  |  |  |  |
| | 3. Marie xứ Hessen và Rhein                         |  |  |  |  |  |  |  |  |  |  |  |  |  |  |  |
| |                                                     |  |  |  |  |  |  |  |  |  |  |  |  |  |  |  |
| |                                                     |  |  |  |  |  |  |  |  |  |  |  |  |  |  |  |
| | 28. Charles Frederick, Đại vương công xứ Baden      |  |  |  |  |  |  |  |  |  |  |  |  |  |  |  |
| |                                                     |  |  |  |  |  |  |  |  |  |  |  |  |  |  |  |
| |                                                     |  |  |  |  |  |  |  |  |  |  |  |  |  |  |  |
| | 14. Charles Louis, Vương công xứ Baden              |  |  |  |  |  |  |  |  |  |  |  |  |  |  |  |
| |                                                     |  |  |  |  |  |  |  |  |  |  |  |  |  |  |  |
| |                                                     |  |  |  |  |  |  |  |  |  |  |  |  |  |  |  |
| | 29. Nữ Lãnh chúa Caroline Louise xứ Hesse-Darmstadt |  |  |  |  |  |  |  |  |  |  |  |  |  |  |  |
| |                                                     |  |  |  |  |  |  |  |  |  |  |  |  |  |  |  |
| |                                                     |  |  |  |  |  |  |  |  |  |  |  |  |  |  |  |
| | 7. Wilhelmine xứ Baden                              |  |  |  |  |  |  |  |  |  |  |  |  |  |  |  |
| |                                                     |  |  |  |  |  |  |  |  |  |  |  |  |  |  |  |
| |                                                     |  |  |  |  |  |  |  |  |  |  |  |  |  |  |  |
| | 30. Ludiwg IX xứ Hessen-Darmstadt (= 24)            |  |  |  |  |  |  |  |  |  |  |  |  |  |  |  |
| |                                                     |  |  |  |  |  |  |  |  |  |  |  |  |  |  |  |
| |                                                     |  |  |  |  |  |  |  |  |  |  |  |  |  |  |  |
| | 15. Nữ Lãnh chúa Amalie xứ Hesse-Darmstadt          |  |  |  |  |  |  |  |  |  |  |  |  |  |  |  |
| |                                                     |  |  |  |  |  |  |  |  |  |  |  |  |  |  |  |
| |                                                     |  |  |  |  |  |  |  |  |  |  |  |  |  |  |  |
| | 31. Karoline xứ Pfalz-Zweibrücken (= 25)            |  |  |  |  |  |  |  |  |  |  |  |  |  |  |  |
| |                                                     |  |  |  |  |  |  |  |  |  |  |  |  |  |  |  |
| |                                                     |  |  |  |  |  |  |  |  |  |  |  |  |  |  |  |

## Hậu duệ

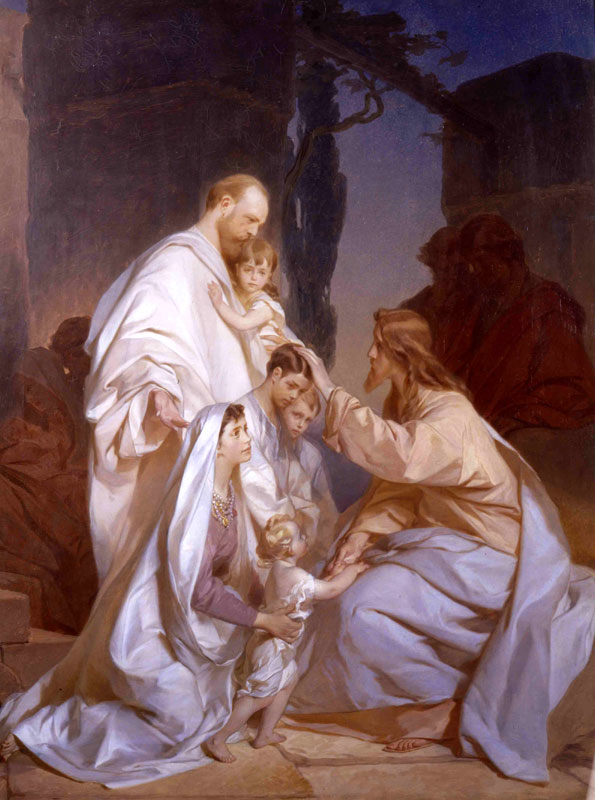
Chúa phù hộ cho Nga hoàng. Tranh sơn dầu trên vải bạt của Ivan Makarov, cho thấy cảnh Aleksandr III và gia đình gặp Chúa Giê-su.

Nga hoàng Aleksandr III đã cưới Vương nữ Dagmar của Đan Mạch, cũng được biết như Marie Feodorovna. Họ có sáu người con:
(Lưu ý: Tất cả ngày tháng trước năm 1918 đều được xác định theo Lịch cũ)
| Tên                                    | Sinh                 | Mất                     | Ghi chú |
| -------------------------------------- | -------------------- | ----------------------- | --- |
| Nga hoàng Nikolai II                   | 6 tháng 5 năm 1868   | 17 tháng 7 năm 1918     | kết hôn năm 1894, Công chúa Alix của Hesse và bởi Rhine; có con                                                                    |
| Đại vương công Alexander Alexandrovich | 7 tháng 6 năm 1869   | 2 tháng 5 năm 1870      | chết vì viêm màng não |
| Đại vương công George Alexandrovich    | 6 tháng 5 năm 1871   | 9 tháng 8 năm 1899      | chết vì bệnh lao; không có con |
| Đại Công nương Xenia Alexandrovna      | 6 tháng 4 năm 1875   | 20 tháng 4 năm 1960     | kết hôn với Đại vương công Alexander Mikhailovich Romanov năm 1894; có con                                                         |
| Đại vương công Michael Alexandrovich   | 22 tháng 11 năm 1878 | 12 tháng 6 năm 1918 (?) | kết hôn với Natalya Sergeyevna Wulffert năm 1912; có con                                                                           |
| Đại Công nương Olga Alexandrovna       | 13 tháng 6 năm 1882  | 24 tháng 11 năm 1960    | kết hôn lần đầu tiên với Peter Friedrich Georg, Quận công xứ Oldenburg; có con. kết hôn lần thứ hai với Nikolai Kulikovsky; có con |

## Liên quan
Gia đình của Vladimir Valeryevich Bure nổi tiếng vì đã sản xuất đồng hồ cho Nga hoàng Aleksandr III.